# International Press of Boston
International Press of Boston est une maison d'édition scientifique fondée en 1992 et basée à Somerville (Massachusetts), près de l'université Harvard.

## Activités
La maison publie actuellement (zn 2020) vingt revues à comité de lecture et deux livres annuels traitant de divers domaines de la recherche courante en mathématiques pures et appliquées.
La maison publie également des ouvrages de haut niveau en mathématiques et en physique mathématique, notamment des monographies, des manuels et plusieurs séries d'ouvrages de longue durée.
International Press est le producteur et le distributeur exclusif des revues Acta Mathematica et Arkiv för Matematik, en accord avec leur propriétaire et éditeur, l'Institut Mittag-Leffler, de l'Académie royale des sciences de Suède.
En outre, et toujours en accord avec l'Institut Mittag-Leffler, International Press offre un accès ouvert à l'ensemble du contenu des revues Acta Mathematica et Arkiv för Matematik - depuis leurs premiers numéros (respectivement de 1882 et 1949) jusqu'aux plus récents.
L'éditeur travaille aussi en partenariat avec l'American Mathematical Society.

## Journaux publiés
- Acta Mathematica, depuis 2017.
- Arkiv för Matematik, depuis 2017.
- Advances in Theoretical and Mathematical Physics, depuis 1997.
- Annals of Mathematical Sciences and Applications, depuis 2016.
- Asian Journal of Mathematics, depuis 1997.
- Cambridge Journal of Mathematics, depuis 2013.
- Communications in Analysis and Geometry, depuis 1993.
- Communications in Information and Systems, depuis 2001.
- Communications in Mathematical Sciences, depuis 2003.
- Communications in Number Theory and Physics, depuis 2007.
- Dynamics of Partial Differential Equations,  2004.
- Geometry, Imaging and Computing
- Homology, Homotopy and Applications, depuis 1999.
- Journal of Blockchain Research, à partir de 2019.
- Journal of Combinatorics, depuis 2010.
- Journal of Differential Geometry, depuis 1967.
- Journal of Symplectic Geometry, depuis 2001.
- Mathematical Research Letters, depuis 1994.
- Mathematics, Computation and Geometry of Data, début en 2019
- Mathematics, Science, History and Culture, depuis 2013.
- Methods and Applications of Analysis depuis 1994.
- Notices of the International Congress of Chinese Mathematicians, depuis 2013.
- Pure and Applied Mathematics Quarterly, depuis 2005.
- Statistics and Its Interface, depuis 2008.

## Livres annuels
- Current Developments in Mathematics, depuis 1995.
- Surveys in Differential Geometry (livre annuel), depuis 1990.

## Livres
International Press publie plusieurs collections de livres ; par exemple :
- (en) Jean-Pierre Serre, Finite groups, Somerville, International Press of Boston, coll. « Surveys of Modern Mathematics » (no 10), 2016, 190 p. (ISBN 978-1-57146-327-2).

## Collections
- Publications of continuing interest, une série copubliée avec l'American Mathematical Society[2].